# ميان دشت (دوراهي)
ميان دشت (بالفارسية: میان‌دشت) هي قرية تقع في إيران في قسم درواهي الريفي. يقدر عدد سكانها بـ 1116 نسمة بحسب إحصاء 2016.